# 平野昌一
平野昌一（ひらの まさかず、1963年 - ）は、日本のテレビ音楽番組及びコンサートの制作プロデューサー、ディレクター、演出担当、及びプロダクションマネージメントのプロデューサー・ディレクター兼、実業家である。
血液型はB型、所属はバーニングプロダクション系列のオフィス日新。福岡県福岡市出身。

## 人物・経歴
フジテレビの関連会社であるフジワイド制作へ契約社員として入社後、フジテレビ「夜のヒットスタジオ」の当時のプロデューサー・演出の疋田拓に師事し生番組、特に音楽番組の演出を専門に学び同時に「FNS歌謡祭」、「夕やけニャンニャン」などの歌謡番組、特番などのAD / FDを経験した。また大手プロダクションにてタレントマネジメントの経験も積む。
バーニングプロダクションの制作協力番組でもある小泉今日子の初司会担当のフジテレビ歌謡バラエティー生番組「ザ・サンデー -THE SUNDAY-」で演出担当のP・D（プログラム・ディレクター）デビュー。
その後1996年にNHKエデュケーショナルの幼児ソフト部に所属し「英語であそぼ」や「おかあさんといっしょ」などの子供番組でのFD、テレビ朝日では1999年から「スーパーJチャンネル」のFD、2004年からは「ワイド!スクランブル」のFMなどを歴任し現在はNHKを中心とする歌番組の演出担当、何れも生放送、スタジオ演出を得意の分野としている。
各局でバーニングプロダクション協力の音楽番組などを担当。コンサート・ライブではPUFFY、大塚愛、いきものがかりらの演出PDも担当している。
また小泉今日子、島袋寛子の制作担当プロデューサーでもある。
放送音楽プロデューサー連盟の会員。
尚、NHK音楽番組制作班に所属しているので紅白歌合戦の制作演出スタッフでもある。
スタジオやステージの演出で電飾やドライアイスを使ったりダンサー、スクールメイツを使った派手な演出が特徴で高額予算でも知られている。
イベント、ライブ等のMC・司会には元TBSアナウンサー小川哲哉を起用することがある
。
タレントプロデュースとしては女性アイドルが多く専属の衣裳担当（スタイリスト）を通して衣裳選びにも定評がある。

## 主な担当番組
※太字は現在も担当（PD＝プログラム・ディレクター）
- 夜のヒットスタジオ（フジテレビ）　AD / FD
- FNS歌謡祭（フジテレビ）　AD / FD / PD演出
- 夕やけニャンニャン（フジテレビ、1985年 - 1986年） AD
- ザ・サンデー -THE SUNDAY-（フジテレビ、1986年 - 1987年）　FD / PD演出[12]
- ミルッきゃナイDay（フジテレビ、1986年）　PD演出
- おめでとう郷ひろみ・二谷友里恵結婚披露宴（フジテレビ、1987年6月12日）　FD
- オールスター歌の祭典（TBS、1992年10月10日）　演出
- アイドルオンステージ（NHK、1993年 - 1995年）　演出
- 英語であそぼ（NHK Eテレ、1996年 - 1997年） FD
- おかあさんといっしょ（NHK Eテレ、1997年） FD
- ふたりのビッグショー（NHK総合） - PD演出[13]
  - (1994年5月9日放送：松田聖子・田原俊彦)
  - (1994年11月28日放送：西城秀樹・松田聖子)
  - (2001年5月11日放送：岩崎宏美・渡辺真知子)
- NHK歌謡コンサート（NHK総合、2003年 - 2016年）　PD演出
- BS日本のうた（NHK BSプレミアム、2004年 - 2013年）FD / 演出
- 思い出のメロディー（NHK総合、2004年 - 2019年） FD / 演出
- 超豪華競演!堺正章・井上順の時代を飾ったあの名曲たち 生放送2（フジテレビ、2005年6月8日） PD演出
- 家族で選ぶにっぽんの歌　第11回～第20回（NHK総合、2005年 - 2014年） FD / PD演出
- NHK歌謡チャリティーコンサート（NHK総合、2005年 - 2017年） PD演出
- 歌の楽園（テレビ東京、2010年 - 2011年）　PD演出
- SONGS（NHK総合、2015年 - ）※不定期　PD演出

- 我が心の大瀧詠一（NHK BSプレミアム、2021年4月24日）※小泉今日子「快盗ルビイ」のみPD担当[15]。
- NHK MUSIC SPECIAL 小泉今日子（NHK総合、2022年3月10日）
- 小泉今日子40周年スペシャル（NHK BSプレミアム、2022年6月11日）[16]
- うたコン（NHK総合） - 演出PD担当
  - 2017年9月5日「筒美京平・特集」
  - 2017年9月19日「歌でめぐる花の東京ナイトショー」
  - 2017年12月5日「今夜は無礼講!うたコン忘年会」
  - 2018年11月27日「心ときめく極上!愛のハーモニー」[17]
  - 2022年1月18日「生放送・紅白ウラ話満載!」
  - 2022年4月26日「～昭和100年歌謡曲～昭和アイドル特集」[18]
  - 2023年2月28日「名シーンよみがえる歌」[19]
  - 2023年11月21日「時代をこえるドラマチック歌物語」[20]
  - 2025年3月4日「春SP放送100年を彩る名曲SPレッツゴーヤング・ポップジャム歴代音楽番組特集!おかあさんといっしょ歴代おねえさんおにいさん登場!」[21]

他

## 主なコンサート演出（P・D）
- 小泉今日子Kyon2激辛ライブ（1986年9月21日、東京・渋谷公会堂など）
- 小泉今日子シング!シング!!シングルズ!!!（1990年、NHKホール、名古屋市民会館、福岡サンパレスなど）
- Kyoko Koizumi afropia night'91（1991年9月26日、日清パワーステーション）
- SPEED 全国ツアーコンサート（1998年 - 2000年）

- 大塚愛コンサート全国ツアー　LOVE FANTASTIC TOUR 2014 〜おぉーつかあいはまほぉーつかぁい!〜 日比谷野外音楽堂など（2005年 - 2016年）
- 松浦亜弥ダブルレインボウコンサート!2007年・秋（2007年9月 - 10月、東京厚生年金会館、ハーモニーホール座間）
- 岩崎宏美・岩崎良美 Precious Night(2008年5月16日、文京シビックホール)
- いきものがかり全国ツアーコンサート（2009年「こんにつあー!!2009〜My song Your song〜」、 - 2016年）
- 田中れいな＆道重さゆみプレミアムXmasディナーショーin 品川プリンスホテル（2011年12月23日）
- Kyoko Koizumi 30th Anniversary Tour2012（2012年、東京・大阪・愛知 Billboard Live TOKYO / OSAKA / NAGOYA）
- 岩崎宏美40周年感謝祭・光の軌跡（2015年5月30日、府中 - 10月10日、東京国際フォーラム）
- 鞘師里保 卒業ファイナルソロスペシャルライブ　（東京ディファ有明、2015年12月21日）
- PUFFY デビュー20周年全国ツアー「PUFFY 20th THE FINAL『PAPAPAPA PARTY2016』（2016年12月4日、TOKYO DOME CITY HALL）
- 超いきものまつり2016 地元でSHOW!!〜海老名でしょー!!!〜 / 〜厚木でしょー!!!〜（2016年8月27 - 28日 / 9月10 - 11日）

- 大塚愛 LOVE IS BORN〜14th Anniversary 2017〜 in 中野サンプラザ (2017年9月9日)[24]
- 島袋寛子ライブ「UTAUTAI 2017☆MofM」（2017年12月16日、東京ニューピアホール）[25]
- 田中れいな単独公演2018「れーな100％! vol.3〜ダンシングナイト〜」（2018年9月7日、新宿BLAZE）[26]
- 大塚愛 LOVE IS BORN 〜15th Anniversary 2018〜（2018年9月9日、日比谷野外大音楽堂）
- 田中れいな2019「れーな100％! vol.4アクロディーバ♡」（2019年1月25 - 26日、新宿BLAZE）、（2019年2月9日、新埼玉HEAVEN'S POCK）[27]
- 大塚愛「愛 am Best,too 2019〜イエス!ここが家ッス!〜」（2019年4月14日 - 5月26日、東京・大阪・名古屋・福岡・神戸・仙台・埼玉・横浜）
- 田中れいな単独公演2019「れーな100％!vol.5〜ネオパールレディ♡〜」（2019年10月5 - 6日、新宿ReNY）[28]
- 大塚愛「LOVE IS BORN 〜17th Anniversary 2020〜 」（2020年9月9日、東京人見記念講堂）（2020年9月18日、大阪オリックス劇場）[29]
- いきものがかりのみなさん、こんにつあー!!THE LIVE 2021!!!（2021年4月14日 - 6月11日、大阪城ホール、日本ガイシホール、横浜アリーナ）[30]
- RIHO SAYASHI 1ST LIVE 2021 DAYBREAK（2021年8月9日、豊洲PIT）[31]
- 鞘師里保 RIHO SAYASHI 1st LIVE TOUR 2022 Reflection（2022年1月15日、中野サンプラザ、他） - 演出PD[32]
- 大塚愛 LOVE POP TOUR 2022 〜もろこし振ったらもろ腰にきた!〜(2022年4月5日、Zepp Diotr City) - 演出PD[33]
- 大塚愛ユニバーサリー＆バースデーライブ「LOVE IS BORN」〜19th Anniversary 2022〜（2022年9月11日、日比谷野外音楽堂）[34]
- 鞘師里保 2nd LIVE TOUR 2022 UNISON・全国6都市公演（東京・大阪・広島・仙台・名古屋・福岡 /  東京Zepp Haneda・12月29日他） - 総合演出・演出PD[35]
- 田中れいなライブ2023しっとりれいな☆～復活の『R』～（2023年2月16日、コットンクラブ東京） - 演出PD[36]
- 田中れいなライブ2023しっとりれいな☆～復活の『R』改～（2023年7月11 - 12日、コットンクラブ東京） - 演出PD[37]
- HIROKO SHIMABUKURO Live 2023「0」（2023年7月23 - 大阪・GORILLA HALL OSAKA、7月30日 - 東京・NEW PIER HALL、8月5日 - 愛知・名古屋ReNY limited） - 演出・PD[38]
- 祝・日比谷野音100周年　大塚愛LOVE IS BORN〜20th Anniversary2023〜（2023年9月9日、日比谷野外大音楽堂） - 演出PD[39]
- PUFFY 吉村由美presents大貫亜美日常生活50周年記念公演「亜美の不時着」（2023年9月17日、渋谷duo MUSIC EXCHANGE） - 演出PD[40]
- RIHO SAYASHI 3rd LIVE TOUR 2023（2023年9月24日 - 11月3日、東京・EX THEATER ROPPONGI、北海道、大阪、名古屋、仙台、福岡、広島、東京豊洲PIT） - PD演出[41]
- HIROKO SHIMABUKURO Live 2023「0」※<追加公演>11月19日 - 東京・[[KANDA SQUARE]|神田スクエア・ホール]]、11月23日 - 大阪・GORILLA HALL OSAKA[42]
- いきものがかり全国19都市ホールツアー「いきものがかりのみなさん、こんにつあー!!2024 〜あなたと!わたしと!みんなで!歌いまSHOW!!〜」（2024年2月4日：神奈川・海老名市文化会館 から 5月3日：東京・LINE CUBE SHIBUYA まで全国19都市で開催） - 演出・PD[43]
- UTAUTAI 2024「島袋寛子ライブツアー」（3月12日・大阪Billboard Live OSAKA、3月25日・神奈川Billboard Live YOKOHAMA、4月7日・東京 丸の内COTTON CLUB） - 演出・PD[44]
- 家入レオYAON ～SPRING TREE～（2024年3月16・17日、日比谷野外音楽堂） - PD演出[45]
- 田中れいな単独公演・れいな100％!〜天空のフェスティバル〜（2024年4月2 - 3日、東京新宿 BLAZE） - PD演出[46]
- RIHO SAYASHI BIRTHDAY Fan Meeting -PLAYGROUND!-Vol.3（2024年5月26日、渋谷・duo MUSIC EXCHANGE）[47]
- 大塚愛 LOVE IS BORN〜21st Anniversary 2024〜（2024年9月8日、LINE CUBE SHIBUYA） - PD演出担当[48]
- RIHO SAYASHI LIVE 2024 knit （2024年10月11日、神奈川SUPER NOVA KAWASAKI）[49]
- 家入レオ TOUR 2024（2024年10月12日 埼玉・三郷市文化会館から12月12・13日 渋谷公会堂 LINE CUBE SHIBUYA） - PD演出担当
　※全国12か所公演：埼玉、大阪、香川、静岡、愛知、札幌、岡山、山口、宮城、福岡、東京・渋谷[50]
- RIHO SAYASHI 4th Live Tour（2025年2月8日：神奈川・SUPER NOVA KAWASAKI、2025年2月9日：大阪・ESAKA MUSE） - PD演出[51]
- HIROKO SHIMABUKURO Live2025「Dancing hiro?」（2025年2月16日、東京・竹芝：NEW PIER HALL[52]） - PD演出
- 家入レオ YAON～SPRING TREE～Vol.2（2025年3月22日、日比谷野外音楽堂） - PD演出[53]
- 島袋寛子「UTAUTAI 2025」（2025年4月6〜7日・東京：COTTON CLUB、4月25日：大阪・Billboard Live OSAKA、5月4日：神奈川・Billboard Live YOKOHAMA） - PD演出[54]
- いきものがかりのみなさん、こんにつあー!!2025～ASOBI～（2025年6月7・8日 - 東京：有明アリーナ、6月28・29日 - 愛知：Aichi Sky Expo、7月9・10日 - 大阪：大阪城ホール、7月19・20日 - 神奈川：横浜アリーナ） - PD演出[55]
- RIHO SAYASHI 5th Live Tour 2025　- PD演出担当[56][57]
  - （7月25日：仙台・darwin[58]、8月2日：北海道・ペニーレーン24、8月6日：大阪・Yogibo NETA VALLEY、8月8日：愛知・SPADE BOX、8月9日：東京・duo MUSIC EXCHANGE[59]、8月23日：熊本・熊本B.9 V2、8月24日：福岡・DRUM Be-1[60]、9月6日：広島・LIVE VANQU ISH[61]）
- 大塚愛 LOVE IS BORN 〜22nd Anniversary 2025～（2025年9月7日、日比谷野外大音楽堂）<予定>[62]　- PD演出担当

## 主なCM制作・演出
※以下何れも小泉今日子出演作品
- 資生堂「スーパーマイルドシャンプー＆リンス」（1988年 - 1998年）
- 資生堂「エリクシール」（1998年 - 2010年）
- JR東日本「もっともっと!!(ダイヤ改正)」「もっと新幹線」（1990年）
- キリンビール「ラガービール」（1990年）
- キリンビバレッジ「午後の紅茶」（1994年 - 1995年）

- KIRIN「酔茶チューハイ」（2004年）
- KIRIN「キリンフリー」（2013年 - 2014年）
- コーセー「ELSIA」（2015年 - 2017年）
- 明星食品「チャルメラ」（2016年）

伊藤沙莉出演担当
- 日本マクドナルド「いまだけダブチ」（2024年10月22日 - 2024年11月）[65]

## ブレーンスタッフ
平野担当の番組やコンサートではプロジェクトチームが組まれ同じスタッフで行われることが多い。
スタッフ
- 構成：スタッフ東京 / 玉井貴代志、野中浩之
- 音楽監修：広瀬健次郎、宮川泰、藤野浩一、佐藤準
- 演奏：三原綱木とザ・ニューブリード、東京放送管弦楽団
- T・K：宮本美智子（ジャム・オフィス）
- スタイリスト：梅原ひさ江、堀越絹依
- メイク：相沢宏美
- 美術デザイナー：馬場文衛
- 振付：西条満、菊地ヒロユキ、武田舞香